# Harmonica Frank
Harmonica Frank Floyd, geboren als Frank Floyd (* 11. Oktober 1908 in Toccopola, Mississippi; † 7. August 1984 in  Blanchester, Ohio) war ein US-amerikanischer Bluessänger, -gitarrist und -harmonikaspieler. 
Er war das Kind von Wanderarbeitern, wuchs aber bei seinen Großeltern auf. Im Alter von zehn Jahren brachte er sich selbst das Mundharmonikaspiel bei und lernte auch das Gitarrespielen. Nachdem seine Großeltern gestorben waren, schloss er sich einer Medizinshow an, in der er viele verschiedene Dinge Folkstile lernte. Harmonica Frank hat mehrere Schallplatten für Sam Phillips aufgenommen (die auf den Plattenlabeln Chess und Sun herausgegeben worden sind), darunter auch Rockin' Chair Daddy, das drei Wochen vor Elvis’ That's All Right Mama erschien. Er war der erste weiße Musiker, der in den Sun-Studios aufnahm und Sam Phillips die Idee gab, dass ein Weißer, der schwarze Musik singt, ein großer Erfolg sein müsste. Unter Eingeweihten gilt er als Legende. Wie der Titel eines seiner Alben (The Missing Link) sagt, verbindet er in seiner Person die Tradition der Medizinshows mit dem frühen Rock ’n’ Roll.
Bevor er in den frühen 1950er Jahren von Sam Phillips für Sun Records aufgenommen wurde, hatte er bereits eine lange Karriere in Medizinshows hinter sich. Er perfektionierte eine Technik des gleichzeitigen Mundharmonikaspiels mit einer Seite und des Singens mit der anderen Seite seines Mundes. Er konnte auch mit der Nase Mundharmonika spielen und auf diese Art zwei Harmonikas gleichzeitig bedienen, eine Fertigkeit, die er mit den Blues-Harpisten Walter Horton und Gus Cannons Partner Noah Lewis gemein hatte. 
1972 wurde er von Steve LaVere (Stephen C. LaVere) wiederentdeckt und nahm in den darauffolgenden Jahren zwei Langspielplatten auf den Labeln Adelphi und Barrelhouse auf. 
In seinem Buch Mystery Train aus dem Jahre 1975 hat sich Greil Marcus mit seinen Gedanken über die Vereinigten Staaten und den Rock ’n’ Roll auf die sechs Musiker Robert Johnson, Harmonica Frank, Randy Newman, The Band, Sly Stone und Elvis Presley konzentriert.

## Diskographie
- 1997: The Great Medical Menagerist Genes Records
- 2000: Swamproot  Adelphi Records
- 2002: The Missing Link  Memphis International